# O Holy Night (singel Mariah Carey)
O Holy Night - jest kolędą, którą pochodzi z albumu Merry Christmas Mariah Carey i wytypowano ją na piąty singiel promujący krążek zimą 1996 roku w USA.

## O kolędzie
O oprawę i aranżację kolędy zadbała Mariah wraz z Walterem Afanasieff'em, którzy wykorzystali tylko pierwszą zwrotkę i refren oryginalnego zapisu tekstu słów.

## Wersje singla
Singiel został wyprodukowany na potrzeby promocji albumu w 1996 roku i wydano go na dwóch różnych nakładach. W 2000 roku piosenka została nagrana z nowym wokalem, którego słychać w wideoklipie, a sama piosenka znalazła się na reedycji singla All I Want for Christmas Is You. 
| O Holy Night      | O Holy Night  | O Holy Night | O Holy Night                                       | O Holy Night |
| Kraj              | Nr katalogowy | Nośnik       | Tytuł                                              | Czas         |
| ----------------- | ------------- | ------------ | -------------------------------------------------- | ------------ |
| Stany Zjednoczone | CSK 8836      | CD           | 1. O Holy Night                                    | 4:27         |
| Stany Zjednoczone | CSK 9119      | CD           | 1. O Holy Night 2. Jesus Oh What a Wonderful Child | 4:27 4:26    |

## Teledysk
Po czterech latach od premiery singiel doczekał się wideoklipu. Teledysk został nakręcony przez Sanna Hamri podczas występu w jednym z kościołów. Mariah śpiewała tę kolędę z nowszą wersją wokalu. W teledysku widać śpiewającą Mariah w długiej, kasztanowej sukni na tle wspomagającego ją chóru.